# 광주 서석초등학교 본관·별관·체육관
광주 서석초등학교 본관·별관·체육관(光州 瑞石初等學校 本館·別館·體育館)은 일제강점기에 만들어진 건축물이다. 본관과 체육관 건물은 2002년 5월 31일 대한민국의 국가등록문화재 제17호로 지정되었고, 1943년에 건립된 별관(2층) 건물이 2005년 6월 18일 대한민국의 국가등록문화재 제17호에 추가되었다.

### 본관
1935년에 건립된 본관(2층) 건물은 당시 광주지역의 시범학교 건물로 외국에서 수입한 일등품 목재와 광주교도소에서 제작한 큰 규격의 특수벽돌을 사용하고, 교실도 표준규격인 25평의 넓이를 갖추는 등 건축적인 측면에서 준거가 되며, 벽돌의 질감, 조적의 정교성 등 일제 강점기 조적식 구조의 조형미를 엿볼 수 있다.

### 체육관
체육관(1층) 건물은 일제 강점기인 1930년에 신축된 벽돌조 강당으로 당시의 조적식 구조의 정교함·장식성 등을 보여주는 귀중한 자료이다. 강당의 용도상 중간에 기둥이 없이 큰 공간을 형성하는 기법 등 강당건축으로써 규모나 구조적 측면에서 건축적 가치가 인정된다.

### 별관
1943년에 건립된 별관은 각 교실마다 굴뚝을 설치하고 상인방과 하인방에 돌림띠를 둘러 장식하여 당시 학교 건물의 특징을 보여주고 있다.

## 같이 보기
- 광주서석초등학교

## 참고 자료
- 광주 서석초등학교 본관·별관·체육관 - 국가유산청 국가유산포털